# Motjeka Madisha
Motjeka Madisha (ur. 12 stycznia 1995, zm. 12 grudnia 2020 w Kempton Park) – południowoafrykański piłkarz, który grał w Mamelodi Sundowns FC na pozycji obrońcy.

## Kariera klubowa
Madisha grał w klubach piłkarskich M Tigers FC, Highlands Park FC i Mamelodi Sundowns FC.

## Kariera reprezentacyjna
W latach 2015–2020 zagrał 13 meczów dla reprezentacji RPA, w których strzelił 1 bramkę.

### Bramki w reprezentacji
W poniższej tabeli pokazano mecze i bramki RPA jako pierwsze.
| Nr | Data           | Miejsce wydarzenia                   | Przeciwnik | Wynik | Wynik | Konkurencja        |
| -- | -------------- | ------------------------------------ | ---------- | ----- | ----- | ------------------ |
| 1. | 8 czerwca 2018 | Peter Mokaba Stadium, Polokwane, RPA | Botswana   | 1 –0  | 3–0   | Puchar COSAFA 2018 |

## Śmierć
Zginął w wypadku samochodowym 12 grudnia 2020 na drodze na wschód od Johannesburga.